# Afonso Sanches, pán z Albuquerque
Afonso Sanches, pán z Albuquerque (24. května 1289, Cerva – 2. listopadu 1329, Escalona) byl středověký šlechtic.

## Život
Narodil se 24. května 1289 v Cervě jako syn portugalského krále Dinise I. Portugalského a Aldonçi Rodrigues Talha. Oženil se s Teresou Martínez de Meneses, s vnučkou krále Sancha IV. Kastilského.
Zemřel 2. listopadu 1329 v Escaloně.